# Dellach, Hermagor
Dellach är en ort och kommun  i Österrike. Den ligger i distriktet Hermagor i förbundslandet Kärnten, i den centrala delen av landet, 300 km sydväst om huvudstaden Wien. Dellach gränsar i söder till Paularo i Italien.
Kommunen består av tolv orter (Ortschaften) (inom parentes invånarantal 1 januari 2024):

- Dellach (570)
- Goldberg (23)
- Gurina (12)
- Höfling (8)
- Leifling (134)
- Monsell (8)
- Nölbling (110)
- Rüben (5)
- St. Daniel (273)
- Siegelberg (0)
- Stollwitz (33)
- Wieserberg (7)